# Vitronectine
La vitronectine est une molécule constituée par l'association d'un sucre et d'une protéine (glycoprotéine) contenue dans le plasma (partie liquidienne du sang débarrassé des éléments figurés : les plaquettes, globules rouges et globules blancs) et dans le tissu conjonctif (tissu de lésion et de soutien) proche de la fibronectine et ayant les mêmes propriétés que celle-ci.